# Paolo Pileri
Paolo Pileri (Terni, 31 de julho de 1944 –– Terni, 12 de fevereiro de 2007) foi um motociclista italiano campeão do mundo.
Tendo nascido dentro do mundo do motocross, Pileri acabou mudando para a motovelocidade em 1971. Correndo no mundial de motovelocidade entre os anos de 1973 e 1979, Pileri terminou a edição de 1975 das 125cc como o campeão após vencer sete corridas naquele ano –– o que lhe rendeu o título com três corridas ainda a serem disputadas ––, correndo pela equipe de fábrica da Morbidelli. Este título se tornou histórico por ser o primeiro título da Morbidelli, uma pequena fabricante italiana, o qual seria seria seguido de outras seis conquistas nos anos vindouros.
Em 1976 chegou perto do título novamente, mas terminando em terceiro na tabela. Entre 1972 e 1979 também correu nas 250cc, mas obtendo apenas um 10° lugar como melhor resultado na tabela classificatória, em 1978, ano que também venceu sua única corrida na categoria, o GP da Bélgica; e entre 1977 e 1979 também correu nas 350cc. Sua falta de sucesso em obter melhores resultados após seu título foi creditado por sua insistência em se dedicar a mais de uma categoria, embora fosse algo relativamente comum até então.
Embora seja campeão do mundo, Pileri é mais conhecido como chefe de equipe, tendo guiado o piloto Loris Capirossi aos títulos das 125cc em 1990 e 1991 com uma Marlboro Pileri Honda, e é creditado pela descoberta de Valentino Rossi, que viria a se tornar um dos maiores pilotos da história dos mundiais, após dar a primeira chance a Rossi, então com 14 anos, numa moto de 125cc, em 1993. Pileri também ficou conhecido por sua habilidade impar durante os testes das motos, e seu jeito cavalheiresco.

## Ligação externa
- Perfil no site da MotoGP